# Димитър Бръзицов
Димитър Христов Бръзицов е виден български публицист и преводач от гръцки, френски, турски, италиански, сръбски, руски и полски.

## Биография
Бръзицов е роден през 1858 или 1859 година в големия македонски град Дойран в семейството на бореца за българска църковна независимост и основател на българската община в града Христо Бръзицов и Анастасия. Завършва гимназия в Одрин. След Руско-турската война (1877 – 1878) до Съединението в 1885 година Димитър Бръзицов е журналист в най-големия вестник на Източна Румелия - консервативния русофилски „Марица“. След това в 1890 година Бръзицов става редактор на органа на Българската екзархия в Цариград вестник „Новини“ (от 1898 година прекръстен на „Вести“), като работи в него до 1912 година.
Бръзицов се занимава и с превод. Превежда на български „Вилхелм Тел“ на Шилер (1881), „Манон Леско“ на Антоан Прево (1918), „Декамерон“ на Бокачо (1920), „Дядо Горио“ на Балзак (1921), „Скитникът евреин“ на Йожен Сю (1928) и други.
Димитър Бръзицов е баща на видния български журналист Христо Бръзицов и дядо на композитора Александър Бръзицов. Синът му Христо Бръзицов го определя в спомените си като:
| „ | борец за поддържане българското съзнание в поробена Македония чрез вестника „Вести“. | “ |

## Родословие
|                                |                                |                                |                                |                                   |                                |  |  |                                |                                |                                |                                |                                |                                |  |  |  |  |  |  |  |  |  |  |  |  |
| Христо Бръзицов                | Христо Бръзицов                | Христо Бръзицов                | Христо Бръзицов                | Христо Бръзицов                   | Христо Бръзицов                |  |  | Анастасия Бръзицова            | Анастасия Бръзицова            | Анастасия Бръзицова            | Анастасия Бръзицова            | Анастасия Бръзицова            | Анастасия Бръзицова            |  |  |  |  |  |  |  |  |  |  |  |  |
| Христо Бръзицов                | Христо Бръзицов                | Христо Бръзицов                | Христо Бръзицов                | Христо Бръзицов                   | Христо Бръзицов                |  |  | Анастасия Бръзицова            | Анастасия Бръзицова            | Анастасия Бръзицова            | Анастасия Бръзицова            | Анастасия Бръзицова            | Анастасия Бръзицова            |  |  |  |  |  |  |  |  |  |  |  |  |
|                                |                                |                                |                                |                                   |                                |  |  |                                |                                |                                |                                |                                |                                |  |  |  |  |  |  |  |  |  |  |  |  |
|                                |                                |                                |                                |                                   |                                |  |  |                                |                                |                                |                                |                                |                                |  |  |  |  |  |  |  |  |  |  |  |  |
| Никола Бръзицов (1873 – ?)     | Никола Бръзицов (1873 – ?)     | Никола Бръзицов (1873 – ?)     | Никола Бръзицов (1873 – ?)     | Никола Бръзицов (1873 – ?)        | Никола Бръзицов (1873 – ?)     |  |  | Димитър Бръзицов (1859 – 1931) | Димитър Бръзицов (1859 – 1931) | Димитър Бръзицов (1859 – 1931) | Димитър Бръзицов (1859 – 1931) | Димитър Бръзицов (1859 – 1931) | Димитър Бръзицов (1859 – 1931) |  |  |  |  |  |  |  |  |  |  |  |  |
| Никола Бръзицов (1873 – ?)     | Никола Бръзицов (1873 – ?)     | Никола Бръзицов (1873 – ?)     | Никола Бръзицов (1873 – ?)     | Никола Бръзицов (1873 – ?)        | Никола Бръзицов (1873 – ?)     |  |  | Димитър Бръзицов (1859 – 1931) | Димитър Бръзицов (1859 – 1931) | Димитър Бръзицов (1859 – 1931) | Димитър Бръзицов (1859 – 1931) | Димитър Бръзицов (1859 – 1931) | Димитър Бръзицов (1859 – 1931) |  |  |  |  |  |  |  |  |  |  |  |  |
| Катя Спиридонова (1902 – 1993) | Катя Спиридонова (1902 – 1993) | Катя Спиридонова (1902 – 1993) | Катя Спиридонова (1902 – 1993) | Катя Спиридонова (1902 – 1993)    | Катя Спиридонова (1902 – 1993) |  |  | Христо Бръзицов (1901 – 1980)  | Христо Бръзицов (1901 – 1980)  | Христо Бръзицов (1901 – 1980)  | Христо Бръзицов (1901 – 1980)  | Христо Бръзицов (1901 – 1980)  | Христо Бръзицов (1901 – 1980)  |  |  |  |  |  |  |  |  |  |  |  |  |
| Катя Спиридонова (1902 – 1993) | Катя Спиридонова (1902 – 1993) | Катя Спиридонова (1902 – 1993) | Катя Спиридонова (1902 – 1993) | Катя Спиридонова (1902 – 1993)    | Катя Спиридонова (1902 – 1993) |  |  | Христо Бръзицов (1901 – 1980)  | Христо Бръзицов (1901 – 1980)  | Христо Бръзицов (1901 – 1980)  | Христо Бръзицов (1901 – 1980)  | Христо Бръзицов (1901 – 1980)  | Христо Бръзицов (1901 – 1980)  |  |  |  |  |  |  |  |  |  |  |  |  |
|                                |                                |                                |                                |                                   |                                |  |  |                                |                                |                                |                                |                                |                                |  |  |  |  |  |  |  |  |  |  |  |  |
|                                |                                |                                |                                | Александър Бръзицов (1943 – 2016) |                                |  |  |                                |                                |                                |                                |                                |                                |  |  |  |  |  |  |  |  |  |  |  |  |
|                                |                                |                                |                                |                                   |                                |  |  |                                |                                |                                |                                |                                |                                |  |  |  |  |  |  |  |  |  |  |  |  |
|                                |                                |                                |                                | Марио Бръзицов                    |                                |  |  |                                |                                |                                |                                |                                |                                |  |  |  |  |  |  |  |  |  |  |  |  |